# Ebrahim Hemmatnia

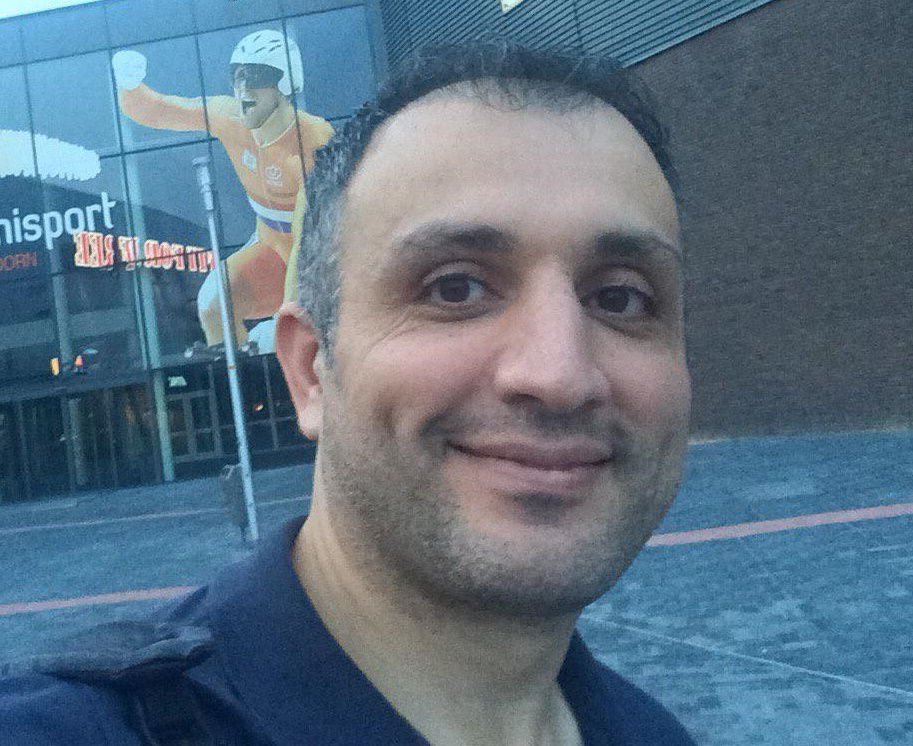
Ebrahim Hemmatnia

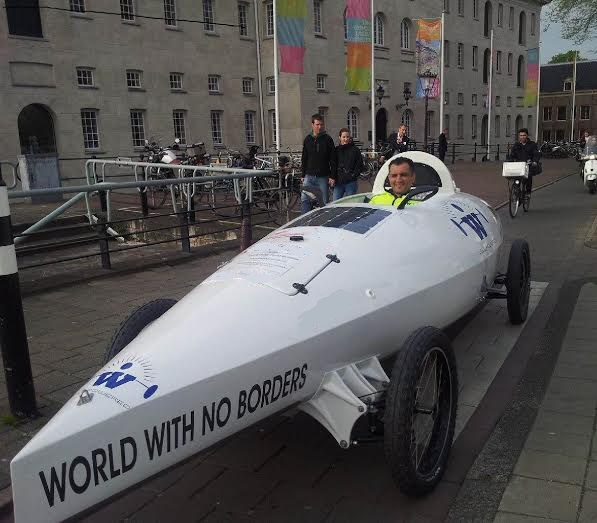
Ebrahim Hemmatnia i sin amfibiecykel.

Ebrahim Hemmatnia, född 25 juni 1976 i Sarab, är en iransk-holländsk äventyrare och den förste i världen att korsa ett världshav på cykel. Han cyklade över Atlanten på 68 dagar med en amfibiecykel (även kallad "boatbike"), en farkost som kan färdas både på land och i vatten och som endast drivs av muskelkraft. Han har dessutom cyklat genom flera stora städer som Dakar, Natal, João Pessoa, Recife, Aracaju, Salvador, Vitória, Rio de Janeiro och Sao Paulo.